# Nekemte
Nekemte (vagy Naqamtee, afaan oromo nyelven: Leeqaa) város Etiópia Oromia szövetségi államában, annak Misraq (Kelet-)Welaga zónájában. Nekemte volt az egykori Welaga tartomány székhelye, itt van az oromók wollega csoportjának fő kulturális központja és múzeuma. A római katolikus egyház egyik etiópiai központja is itt található. A kormányzat által tervezett 13 egyetem egyike a városban fog működni.

## Elhelyezkedése
Nekemte Etiópia nyugati részén, az egykori Welega tartományban fekszik, tengerszint feletti magassága 2088 m.

## Története
Nekemte akkor tett szert nagyobb jelentőségre, amikor az 1800-as évek közepén Bekere Godana, majd fia Moroda Bekere ide helyezte székhelyét, mert ezzel Welega királyság központjává vált. Amikor a királyság Etiópia része lett, a város megőrizte helyi vezető szerepét. 1897-ben az orosz utazó, Alekszander Bulatovics soknyelvű és nemzetiségű vásárvárosként írta le, részletezve az akkor felavatott templom festményeit. 1905-ben állami kereskedelmi irodát, 1923-ban postát, 1932-ben svéd támogatással és a császár hozzájárulásával kórházat nyitottak.
Nekemte az Addisz-Abeba és Szudán közötti kereskedelmi úton feküdt, így jelentős kereskedőközponttá vált. 1935-ben a városban 70 külföldi - kereskedők és misszionáriusok - lakott és 23 külkereskedelmi ügynökség működött (köztük indiai, görög, libanoni és örmény).
Az Abesszíniai háború során 1936 július 5-én az olaszok19 bombát dobtak a városra, elpusztítva többek közt a svéd misszió újonnan épült iskoláját. Habte Maryam Welega kormányzója a városban fogadta Marone  és Malta olasz ezredeseket, akiknek csapatai október 24-én érték el Nekemtét.
1955-ben rádióadót, 1957-ben középiskolát adtak át a városban, itt ért véget a telefonvonal és a leprás szülők gyerekeinek oktatására is iskolát alapítottak. 1960 óta elektromos árama is van a városnak.
Mengisztu Hailé Mariam 1979-ben látogatott el a városba, ekkor Nekemte 300 protestáns vallású lakosát börtönözték be politikai okokból.
1991-ben itt volt a Negyedik Forradalmi Hadsereg központja, amit 1991 április 2-án foglaltak el az Etióp Népi Forradalmi Demokrata Front egységei.

## Népessége
Nekemte népessége a 2007-es népszámlálási adatok alapján 76817 volt. 1994-ben 47208-an laktak itt, vagyis a növekedés meghaladta az évi 4%-ot.

## Közlekedés
Nekemte Délnyugat-Etiópia fontos közlekedési csomópontjában fekszik. Az első főút az 1930-as években épült ki, mely a fővárossal Addisz-Alemen keresztül kötötte össze Nekemtét. A városnak repülőtere is van.

## Híres emberek
- Daniel Twafe az USA-ban és Párizsban tanult szobrász, az addisz-abebai Nemzeti Múzeum munkatársa
- Mamo Tessema USA-ban tanult kerámiatervező és író

## Fordítás
- Ez a szócikk részben vagy egészben  a   Nekemte című angol Wikipédia-szócikk fordításán alapul.  Az eredeti cikk szerkesztőit annak laptörténete sorolja fel. Ez a jelzés csupán a megfogalmazás eredetét és a szerzői jogokat jelzi, nem szolgál a cikkben szereplő információk forrásmegjelöléseként.